# Niels Rosenkrantz (officer)
 Der er flere personer med dette navn, se Niels Rosenkrantz.
Niels Rosenkrantz (31. maj 1627 – 3. juli 1676) var en dansk adelsmand og officer. Hans forældre var Palle Børgesen Rosenkrantz til Ørup (Skåne) og Ingeborg Krabbe.

## I soldaterlære
Sin tidlige barndom tilbragte han i Norge, hvor faderen var lensmand paa Nedenæs. Siden modtog han undervisning på Viborg Skole og på Sorø Akademi. I 1649 fik han forældrenes tilladelse til at rejse til udlandet for at lære krigshåndværket. Første stop var Holland hvor Niels Rosenkrantz tjente som pikener ved et kompagni af fæstningen Bredas Besætning. Sommeren efter drog han dog til de Spanske Nederlande, hvor en kammerat fra Sorø-tiden, kongesønnen Ulrik Christian Gyldenløve, der var tre år yngre end Rosenkrantz, kommanderede et spansk regiment. I dette indtrådte Rosenkrantz som simpel rytter. Året efter blev han kornet ved Gyldenløves Livkompagni. I seks år deltog han i de kampe, der med vekslende held blev ført om de mange småfæstninger i fransk og spansk Flandern. 1656 steg han til kaptajnløjtnant, nogle måneder senere til ritmester.

## Hjemme igen
Kong Frederik III var i gang med oprustningen til en ny krig mod Sverige. Ulrik Christian Gyldenløve, der var vendt hjem til Danmark allerede 1654, sendte nu bud til Niels Rosenkrantz, om at der blev holdt et kompagni åbent til ham. Rosenkrantz lå på dengang med Spanierne for Saint-Ghislain, og «da han havde tjent dem så længe», ville han ikke tage sin afsked, før fæstningen var indtaget. Da han i juni 1657 kom hjem, var det tiltænkte kompagni, der bestod af jyske sogneryttere, 'ruineret' under kampen i Skåne. Kongen gjorde ham derfor til major og chef for sit eget Livkompagni Gøngedragoner, og med dem kæmpede Niels Rosenkrantz i Halland under Gyldenløve. Efter Freden i Roskilde (1658) oprettedes Kongens Livregiment til Fods, den nuværende Livgarde. I dette korps blev Rosenkrantz' kompagni indlemmet, og han selv blev dets første oberstløjtnant. Det var, da krigen samme år brød ud på ny, den eneste fast organiserede fodfolksafdeling i København og vandt under belejringen stor hæder. En væsentlig andel af denne tilkommer Niels Rosenkrantz, der navnlig under det store udfald 23. august udviste stor tapperhed. Med egen hånd fældede flere svenske officerer og blev bedækket med sår som død båret ind til staden. Efter behandling var han dog hurtigt helbredt, og han kunne tage del i flere kampe. Under stormnatten 10.-11. februar 1659 var han dog kun tilskuer, da Kastellet, hvor livgarden havde post, ikke blev angrebet.

## Freden og enevælden
Under og efter Enevældens indførelse i 1660 sluttede Niels Rosenkrantz sig til det kongeligsindede parti. Han var 1660 i kort tid kommandant i Nakskov og 1660-65 amtmand over Jungshoved Amt ved Præstø, hvad der dog nærmest var at betragte som et tillæg til hans gage, da han fortsat var næstkommanderende over livregimentet. I 1666 blev han oberst for det nyorganiserede Sjællandske Nationale Infanteriregiment. I de næste år blev det nationale mandskab indkaldt for at arbejde på Københavns befæstning, navnlig de store nyanlæg ved Vestervold og Christianshavns Vold. Da både Københavns kommandant, Frederik Ahlefeldt, og overinspektøren over fæstningsvæsenet, Henrik Ruse, var sendt til Norge, da der var optræk til krig med England, fungerede Rosenkrantz dels som fæstningskommandant, dels som leder af de nævnte arbejder, der allerede var projekteret af Ruse. 1671 blev Niels Rosenkrantz udnævnt til vicekommandant i København og 1672, ved Ahlefeldts død, til kommandant, oberst for livregimentet og medlem af Krigskollegiet. Endnu samme år forfremmede Christian V ham til generalmajor med den smukke motivering: "på det at han kan se, at man ogsaa kan komme frem med modestie". I lejren ved Almind 1674 skænkede kongen ham Dannebrogsordenen. Som oberst for livregimentet viste Rosenkrantz, at han havde øje for betydningen af en planmæssig uddannelse, og det ikke blot i eksercits, men også i skarpskydning, for at mandskabet skulle lære "ikke at være bange for deres Gevær, som en Del er".

## Skånske Krig
1675 udbrød den Skånske Krig, der begyndte med et angreb på Sveriges tyske besiddelser. Ved belejringen af Wismar fik Niels Rosenkrantz, der blev udnævnt til generalløjtnant, kommandoen på den egentlige angrebsfront over for Meklenborger-Porten og det uden for denne anlagte «nye Værk». 13. december stormedes fæstningen, men den blev flere steder slået tilbage, så at Christian V var lige ved at opgive den. Også Rosenkrantz havde på sin front haft store vanskeligheder at kæmpe med; især hindrede en kærstrækning, der her omgav fæstningen, stormkolonnens fremrykning. Han lod derfor sine folk ved hjælp af faskiner bygge sig en vej over moradset; over denne lykkedes det ham at føre stormen igennem, og da han først havde fået fast fod i det «nye Værk», faldt fæstningen.
Det følgende år (1676) blev Skåne krigsskuepladsen. Rosenkrantz, der havde været den første, som 29. juni satte foden i land, fik nu befaling til at lede angrebet på Helsingborg Slot, hvortil byens besætning havde trukket sig tilbage. Med sin vante Energi gik han til værket. 3. juli om morgenen steg han, for at få bedre udsigt, op på et af de opkastede belejringsværker. Han blev da ramt i hovedet af en fjendtlig kugle, og få timer efter døde han. Kort tid efter overgav fæstningen sig.
Næsten et halvt år efter, den 21. december 1676, fandt hans bisættelse sted med stor pomp i Københavns Nicolai Kirke, hvor et prægtigt epitafium blev rejst over ham. Han havde 30. januar 1662 i Viborg ægtet Berte Skeel (f. 26. Marts 1644 d. 5. Juli 1720), datter af rigsråd Christen Skeel til Vallø. I et smukt og lykkeligt samliv havde de den sorg at miste alle deres Børn som små. Men de søgte erstatning i at gøre deres hus til et hjem for mange af deres unge pårørende. Efter sit eget udsagn havde Rosenkrantz "ikke arvet en Skilling" efter sine forældre. Derimod fik han 1663 efter sin svigerfader Holbækgård i Rougsø Herred, og tre år efter købte han Stovgård og Alsted i Nørvang Herred. Enken Berte Skeel har gjort sig bekendt som en af "tvende danske heltes enker", der stiftede Roskilde Adelige Jomfrukloster.
- Om Niels Rosenkrantz i Dansk biografisk leksikon